# Roda d'esmolar

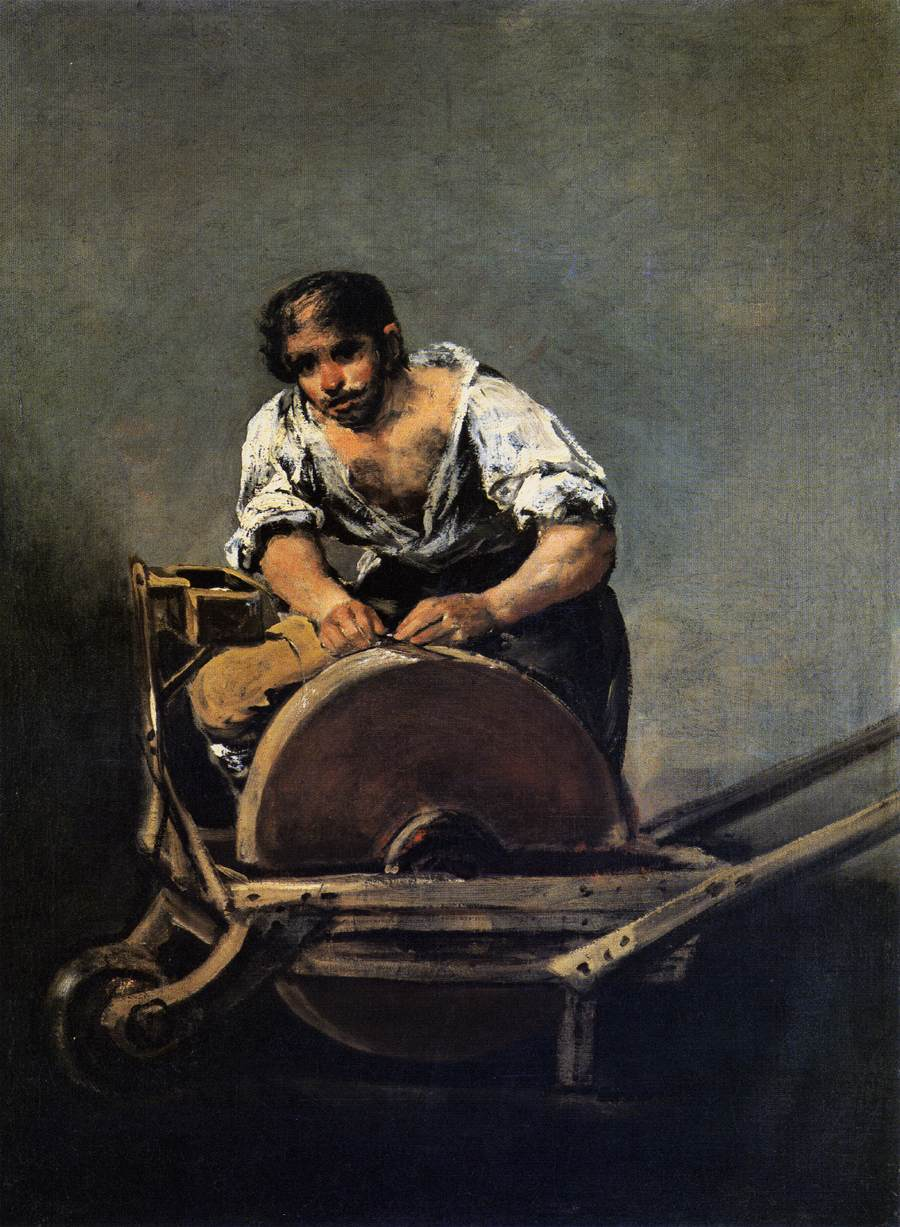
L'esmolador de ganivets de Goya mostra l'ús d'una mola muntada sobre un carretó.

Una mola o roda d'esmolar, també coneguda com a pedra de mola, és una pedra d'esmolar és una eina que s'utilitza per esmolar eines de tall fèrriques com ara ganivets o tisores. Utilitzada des de l'antiguitat, en general, consisteix en una pedra giratòria, que pot ser natural o de pedra artificial, amb un diàmetre relativament petit, s'utilitza un sec i es fa girar a alta velocitat. Amb aquestes moles es corre el risc de sobreescalfar l'eina que s'esmola.  Les eines s'afilen gràcies a les qualitats abrasives de la pedra, que eliminen material de l'eina per fricció per crear una vora fina. De manera similar al paper de vidre, cada tipus de pedra té un gra diferent que farà que les eines siguin més o menys afilades.

## Descripció
Les rodes d'esmolar funcionen fent girar una peça circular de pedra al voltant del seu punt central. Aquestes màquines solen tenir pedals per accelerar i alentir la pedra per controlar el procés d'esmolat. La representació més antiga coneguda d'una mola rotatòria, accionada per una maneta, es troba al manuscrit carolingi conegut com el Saltiri d'Utrecht . Aquest dibuix a ploma de cap al 830 es remunta a un original de l'antiguitat tardana. El Salteri de Luttrell, que data de cap al 1340, descriu una mola que gira mitjançant dues manovelles, una a cada extrem del seu eix. Cap al 1480, la mola rotativa d'alta edat mitjana es va millorar amb un mecanisme de pedal i manovella.

## Història

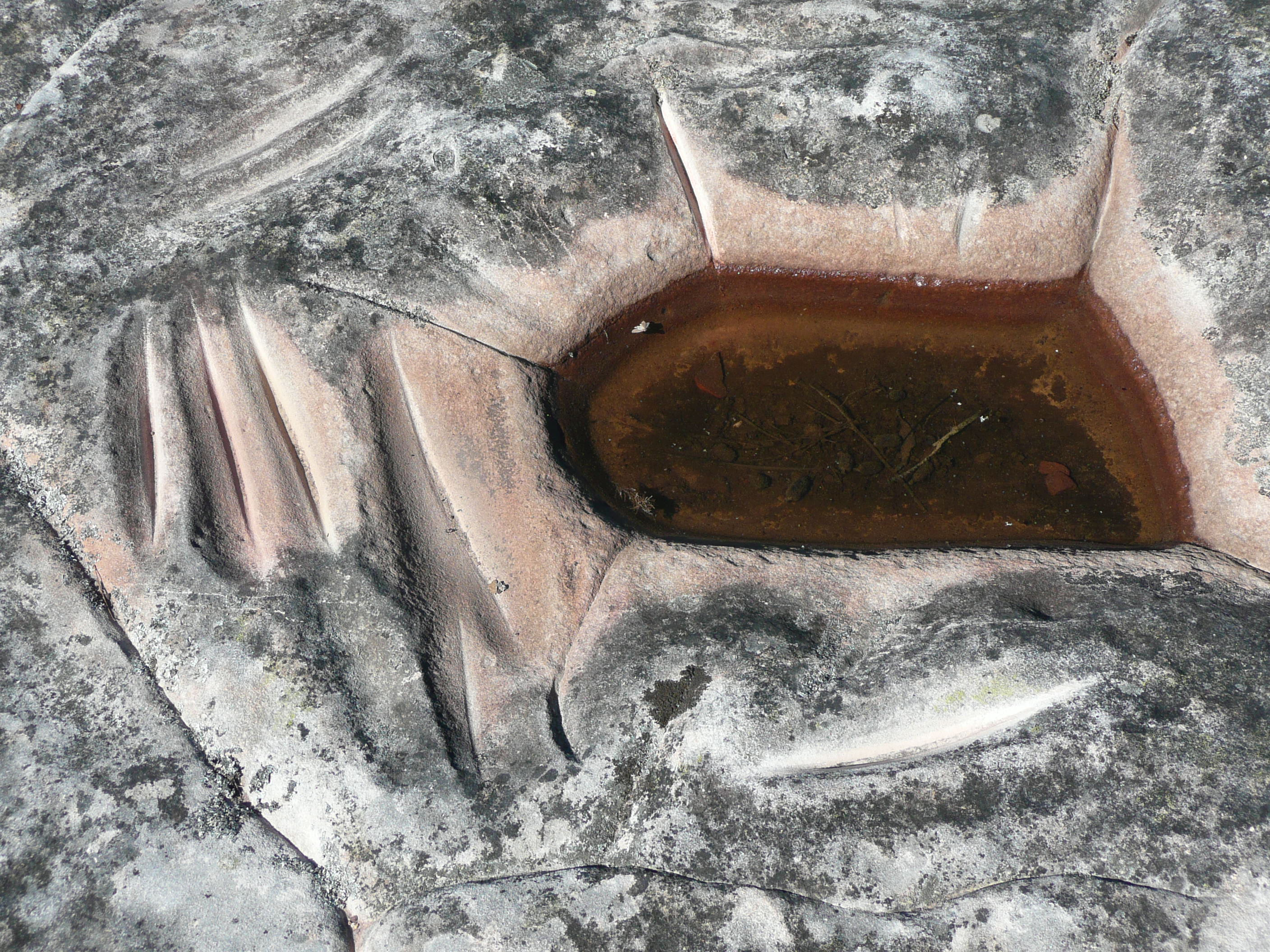
Solcs de mòlta aborígens a les Muntanyes Blaves, Nova Gal·les del Sud, Austràlia

Les moles s'han utilitzat des de l'antiguitat per esmolar eines de metall. Normalment estan fetes de gres .
A Austràlia, els pobles aborígens van crear solcs esmolant repetidament destrals de pedra contra afloraments de gres .
S'han trobat solcs aborígens per esmolar destrals, a tot el continent australià. La vora de treball de la destral s'esmolava fregant-la contra una pedra abrasiva, cosa que finalment conduïa a la creació d'un solc ovalat poc profund amb el temps. Els solcs varien en longitud des de 80 mm fins a 500 mm  i pot tenir fins 200 mm d'amplada i 200 mm de fondària. Sovint es troben a prop de l'aigua, que s'ha escampat sobre la pedra durant esmolaven les destrals per reduir la pols.

## Tipus

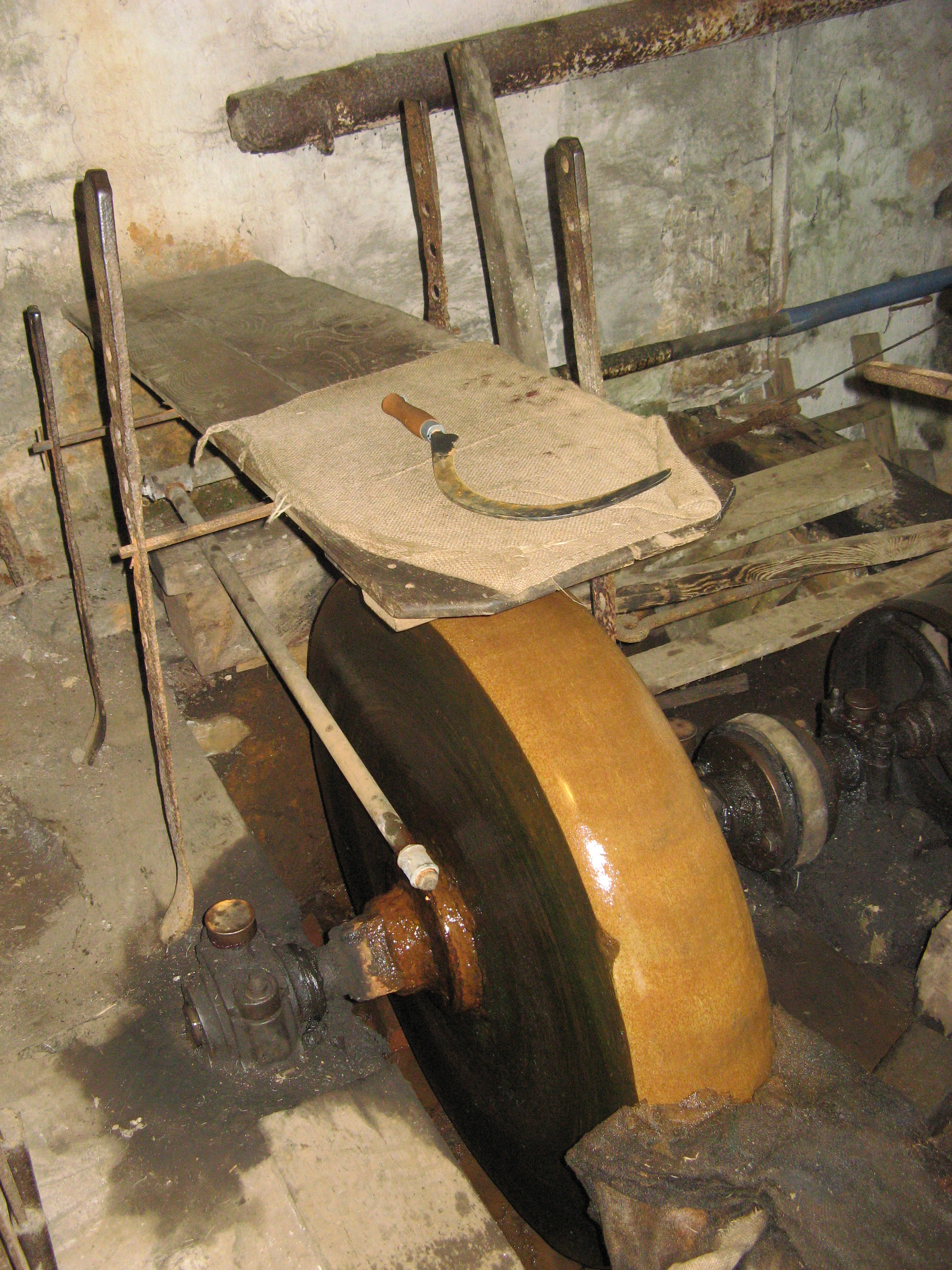
Gran mola accionada per una roda hidràulica. L'usuari s'estirava sobre la planxa on hi ha la mola mentre esmolava objectes metàl·lics.

Es comercialitzen en diferents mides segons el seu ús específic.. N'hi ha de diferents graus, segons el gra de la roda. Per regla general, un gra fi es correspon amb una roda d'esmolar densa, i en esmolar elimina menys material del tall i permet fer ajusts fins, mentre que un gra més gran correspon a una roda més porosa que elimina més material del tall. El grau de les moles d'esmolar s'indica amb nombres que fan referència a la densitat de gra a la roda. Segons el material de què estan fetes tenim moles naturals o moles de material sintètic.
La pedra de moviment lent és de sorra o pedra d'òxid d'alumini. Té un diàmetre més gran i s'utilitza amb aigua, que refreda constantment el metall. Hi ha dos tipus principals de moles.
- moles naturals. Generalment s'extreuen de mines. Unes de les de més anomenada a Europa són les de la regió de les Ardenes que tenen un color gris-groguenc característic. Generalment una bona roda d'esmolar té un preu bastant alt a causa de la dificultat de trobar bones vetes de material.
- moles de material sintètic. Solen estar fetes de materials ceràmics abrasius com ara el carbur de silici o el corindó. Se solen comercialitzar amb dos tipus de gra, fi d'una banda i gruixut per l'altre.